# Pantomallus piruatinga
Pantomallus piruatinga là một loài bọ cánh cứng trong họ Cerambycidae.